# Габрк (Ілірська Бистриця)
Габрк (словен. Gabrk) — поселення в общині Ілірська Бистриця, Регіон Нотрансько-крашка, Словенія. Висота над рівнем моря: 742,8 м.